# Old and Wise
«Old and Wise» es una canción interpretada por la banda británica The Alan Parsons Project. Fue publicada el 5 de noviembre de 1982 como el tercer y último sencillo de su sexto álbum de estudio, Eye in the Sky.

## Grabación
«Old and Wise» fue grabada en los estudios Abbey Road y presentaba a Colin Blunstone como vocalista principal. Blunstone hizo varias apariciones en los álbumes de The Alan Parsons Project, pero «Old and Wise» fue el único sencillo con Blunstone que obtuvo difusión.
Una versión de estudio temprana (sin orquestación ni solo de saxofón) presentaba a Eric Woolfson como vocalista principal. Se incluyó como uno de los bonus tracks en la edición remasterizada de 2007 de Eye in the Sky. De acuerdo a Alan Parsons, “Eric siempre grababa una guía vocal en una etapa temprana, a veces con solo borradores de letras que eran revisados posteriormente. Esta fue probablemente la versión que Colin Blunstone usó para aprender la canción para su voz en el master”.

## Créditos y personal
Créditos adaptados desde las notas de álbum de Eye in the Sky.
Músicos
- Colin Blunstone – voz principal
- Eric Woolfson – piano, órgano
- Mel Collins – solo de saxofón
- Ian Bairnson – guitarras
- Stuart Elliott – batería
- David Paton – bajo eléctrico
- Andrew Powell – Brass band, arreglos orquestales, conductor

Personal técnico
- Alan Parsons – productor, ingeniero de audio
- Eric Woolfson – productor ejecutivo
- Tony Richards – ingeniero asistente

## Posicionamiento
| Gráfica (1983)                                | Pico de posición |
| --------------------------------------------- | ---------------- |
| Bélgica (Flandes) (Ultratop 50 Singles)       | 31               |
| Estados Unidos (Billboard Adult Contemporary) | 21               |
| Países Bajos (Nederlandse Top 40)             | 19               |
| Países Bajos (Single Top 100)                 | 19               |
| Reino Unido (UK Singles Chart)                | 74               |